# Foni Kansala
Foni Kansala ist einer von 35 Distrikten – der zweithöchsten Ebene der Verwaltungsgliederung – im westafrikanischen Staat Gambia. Es ist einer von neun Distrikten in der West Coast Region.
Nach einer Berechnung von 2013 leben dort etwa 17.346 Einwohner, das Ergebnis der letzten veröffentlichten Volkszählung von 2003 betrug 12.247.
Der Name ist von Foni abgeleitet, einem ehemaligen kleinen Reich.

## Ortschaften
Die zehn größten Orte sind:
- Bwiam, 4163
- Sanajor, 1473
- Kankuntu, 936
- Kanilai, 877
- Kamfenda, 852
- Dasilami, 812
- Burock, 715
- Dobong, 688
- Kamfenda Baji Kunda, 445
- Kampant, 405

## Bevölkerung
Nach einer Erhebung von 1993 (damalige Volkszählung) stellt die größte Bevölkerungsgruppe die der Jola mit einem Anteil von rund sieben Zehnteln, gefolgt von den Mandinka und den Fula. Die Verteilung im Detail: 13,7 % Mandinka, 5,6 % Fula, 3,0 % Wolof, 71,9 % Jola, 2,5 % Serahule, 0,9 % Serer, 0 % Aku, 0,7 % Manjago, 0,3 % Bambara und 1,4 % andere Ethnien.